# Gaby Ruiz
Gabriel Ruiz García, detto Gaby (Santa Coloma de Gramenet, 18 marzo 1973), è un ex cestista spagnolo.